# 22. kolovoza
22. kolovoza (22. 8.) 234. je dan godine po gregorijanskom kalendaru (235. u prijestupnoj godini).
Do kraja godine ima još 131 dan.

## Događaji
- 1859. – Zbog jakoga otpora policijskom nasilju diljem monarhije, drž. financijskog sloma i ratnih neuspjeha, Franjo Josip I. je smijenio ministra unutarnjih poslova Alexandera Bacha, suprovoditelja centralizma i apsolutizma (vidi Bachov apsolutizam).
- 1864. – Predstavnici 22 države potpisali su u Ženevi konvenciju o postupanju s ranjenim vojnicima u ratu. Poslije su potpisane druge Ženevske konvencije o inim pitanjima. Kao simbol za nove je organizacije izabran Crveni križ na bijeloj podlozi.
- 1910. – Japan službeno pripojio Koreju, svoj dotadanji protektorat.
- 1911. – Iz Louvrea je ukradena Mona Lisa.
- 1932. – BBC počinje prikazivati televizijski program.
- 1941. – Drugi svjetski rat: njemačke snage došle su pred Lenjingrad i tako započele njegovu opsadu.
- 1942. – Brazil je objavio rat silama Osovine.
- 1951. – U Bavarskoj odbijen zahtjev za ukidanje tjelesnoga kažnjavanja učenika.
- 1964. – Crnci dobili pravo glasa u Južnoafričkoj Republici.
- 1985. – Velika zrakoplovna nesreća iznad Engleske, u kojoj je 55 putnika engleske zrakoplovne tvrtke poginulo.
- 1991. – Hrvatske oružane snage poduzele prvu veću oslobodilačku akciju na području Banovine, operaciju Brđani '91.

| - 1647. – Denis Papin, francuski istraživač i izumitelj († 1712.) - 1834. – Samuel Pierpont Langley, američki astrofizičar, pionir zrakoplovstva († 1906.) - 1844. – George Washington De Long, američki istraživač († 1881.) - 1862. – Claude Debussy, francuski skladatelj († 1918.) - 1874. – Max Scheler, njemački filozof († 1928.) - 1887. – Lutz Graf Schwerin von Krosigk, njemački političar († 1977.) - 1902. – Leni Riefenstahl, njemačka glumica, redateljica i filmski producent († 2003.) - 1917. – Većeslav Holjevac, hrvatski političar i zagrebački gradonačenik († 1970.) - 1920. – Ino Perišić, hrvatski dirigent i skladatelj († 1987.) - 1928. – Karlheinz Stockhausen, njemački skladatelj († 2007.) - 1928. – Slavko Goldstein, hrvatski političar židovskoga podrijetla - 1930. – Boris Magaš, hrvatski arhitekt i akademik († 2013.) - 1933. – Sylva Koscina, talijanska glumica hrvatskog podrijetla - 1935. – E. Annie Proulx, američka književnica - 1938. – Fedor Kritovac, hrvatski arhitekt i kritičar - 1941. – Marijan Kosić, hrvatski motociklistički as († 2011.) - 1958. – Anto Đapić, hrvatski političar - 1979. – Leona Paraminski, hrvatska glumica - 1985. – Jens Byggmark, švedski alpski skijaš - 1987. – Dan Weekes-Hannah, novozelandski glumac - 1993. – Laura Dahlmeier, njemačka biatlonka († 2025.) - 1995. – Dua Lipa, britanska pjevačica i kantautorica | - 1350. – Filp VI., francuski kralj (* 1293.) - 1863. – Luka Botić, hrvatski književnik i političar (* 1830.) - 1942. – Mihail Fokin, ruski koreograf i baletan (* 1880.) - 1978. – Jomo Kenyatta, kenijski političar (* 1892.) - 2011. – Vladimir Rem, hrvatski pjesnik, esejist, književni kritičar i povjesničar (* 1927.) - 2014. – John Mišković, hrvatsko-američki izumitelj (* 1918.) |

## Blagdani i spomendani
- Blažena Djevica Marija Kraljica (krunidba Blažene Djevice Marije)